# Real Robot
Real Robot (リアルロボット riaru robotto?, lit. « Robot Real » o « Robot Realista »)  es el nombre de un subgénero del género Mecha, perteneciente a la animación japonesa de ciencia ficción. Este género se caracteriza por presentar a los robots como vehículos de guerra convencionales (como un tanque o un avión) peleando con armas de gran calibre y a sus pilotos como soldados en medios de conflictos militares, un concepto totalmente diferente al del subgénero Súper Robot, donde los robots y sus pilotos son presentados como  super heroes, usando super poderes y luchando con monstruos malvados. 
Por lo general, la trama de las series pertenecientes al subgénero Real Robot se caracterizan por tener una estampa dramática bajo situaciones de intriga política, un estilo totalmente más adulto y diferente que el de sus primos del subgénero Súper Robot, donde el objetivo de los personajes principales es el de destruir al enemigo de turno en cada episodio y salvar el día.

## Series Destacadas
La primera serie que abordó el concepto del Robot Real  fue Mobile Suit Gundam (1979), dirigida por Yoshiyuki Tomino y producida por los Estudios Sunrise, considerada ampliamente como pionera dentro del subgénero. Su continuación, Mobile Suit Zeta Gundam (1985) y sus múltiples secuelas terminaron ayudando al subgénero a afianzarse en la industria del Manga y del Anime. A partir de entonces, han surgido varias producciones que han abordado de forma exitosa el concepto del Robot Real,  de las cuales se pueden destacar:
- Gundam (todas las producciones de la franquicia desde 1979 a excepción de G Gundam,SD Gundam y otras producciones menores)
- The Super Dimension Fortress Macross (1982), conocida en Estados Unidos como Robotech.
- Armored Trooper VOTOMS (1983)
- Heavy Metal L-Gaim (1984)
- Genesis Climber MOSPEADA (1984)
- Blue Comet SPT Layzner (1986)
- Metal Armor Dragonar (1987)
- Mobile Police Patlabor (1988)
- Martian Successor Nadesico (1996)
- Brain Powerd (1998)
- Full Metal Panic! (1998)
- Code Geass (C2006)
- 86: Eighty-Six (2021)

También es importante mencionar que existen algunas producciones que son un híbrido entre los subgéneros Robot Real y Super Robot, tales como Aura Battler Dunbine (donde los robots funcionan con el aura del emanada por sus pilotos) y Neon Genesis Evangelion (donde los robots tienen un funcionamiento mecánico de base orgánica, enfrentándose a monstruos llamados ángeles) 
Sin embargo, existen series que llevan el realismo al extremo. Un ejemplo destacado de ello es la serie Robotics;Notes. El primer gran robot construido por los protagonistas es tan inmenso, que los motores diésel que lo accionaban se dañaron después de dar solo dos pasos.